# Myxilla asymmetrica
Myxilla asymmetrica är en svampdjursart som beskrevs av Desqueyroux-Faúndez och van Soest 1996. Myxilla asymmetrica ingår i släktet Myxilla och familjen Myxillidae.
Artens utbredningsområde är havet utanför Peru. Inga underarter finns listade i Catalogue of Life.